# Mademoiselle Marseille
Albums de Moussu T e lei Jovents
Forever Polida
(2006)
Mademoiselle Marseille est le premier album du groupe français Moussu T e lei Jovents sorti le 21 avril 2005 chez Manivette Records aux éditions Le Chant du Monde distribué par Harmonia Mundi.

## Historique de l'album
Les titres sont marqués par des influences d'opérette marseillaise des années 1920 et de Vincent Scotto, de musiques noires américaines et de rythmes brésiliens. Les textes sont en occitan et en français,,..

## Liste des titres
| 1.    | Va, navega!                  | 0:36 |
| 2.    | Mademoiselle Marseille       | 3:35 |
| 3.    | Malurós qu'a un trabalh      | 2:38 |
| 4.    | Lo gabian                    | 3:18 |
| 5.    | Le Cul sur le perron         | 4:53 |
| 6.    | Me'n garci                   | 3:39 |
| 7.    | Pour de bon ils nous le font | 2:00 |
| 8.    | As-ti pescat la sirena?      | 2:51 |
| 9.    | Au boui-boui de la rue Torte | 2:42 |
| 10.   | Bolega Banjò                 | 4:16 |
| 11.   | Si j'allais en prison...     | 2:12 |
| 12.   | Paul, Émile & Henri          | 3:17 |
| 13.   | À La Ciotat                  | 4:12 |
| 14.   | Soulòmi                      | 3:27 |
| 43:36 |                              |      |